# Burgena tripartita
Burgena tripartita là một loài bướm đêm trong họ Noctuidae.